# Terpna costiflavens
Terpna costiflavens is een vlinder uit de familie van de spanners (Geometridae). De wetenschappelijke naam van de soort is voor het eerst geldig gepubliceerd in 1933 door Eugen Wehrli.